# CorelDRAW
CorelDRAW és un editor de gràfics vectorials desenvolupat i comercialitzat per Corel Corporation d'Ottawa, Canadà. És també el nom de la suite gràfica Corel's Graphics Suite. La seva última versió, 2017, va ser alliberada l'abril de 2017.

## Plataformes suportades
CorelDRAW va ser desenvolupat originalment per Microsoft Windows i actualment s'executa en les diverses versión d'aquest sistema operatiu. La versió actual, 2017, va ser alliberada a l'abril de 2017.
Anteriorment hi havia hagut versions per a Mac OS i Mac OS X, però a causa de les males vendes es van deixar de fer. L'últim port per Linux va ser la versió 9 (alliberada el 2000, no es va córrer nativament; en comptes d'això va utilitzar una versió modificada de Wine per córrer) i l'última versió per OS X fou la versió 11 (alliberada el 2001). També, fins a la versió 5, CorelDRAW va ser desenvolupat per Windows 3.1x i OS/2

### Característiques específiques
Diverses innovacions dels programes d'il·lustració vectorial tenen el seu origen en el CorelDraw: una eina dedició de nodes que treballa diferent en objectes diferents, text que segueix un camí, emplenament ràpid, projeccions en perspectiva, emplenaments de malla i emplenaments de gradient complexos.
El CorelDRAW es diferencia dels seus competidors de diverses maneres:
La primera és el seu posicionament com a suite gràfica, en comptes de programa de gràfics vectorials. Una gran varietat d'eines d'edició permeten que l'usuari pugui ajustar el contrast, el balanç de color, canviar el format de RGB a CMYK, afegir efectes especials com vinyetes i vores especials a mapes de bits. Els mapes de bits també es poden editar més extensivament utilitzant el Corel PhotoPaint, obrint-lo directament des del CorelDraw i tornant al programa després de guardar-lo. També incorpora una eina de làser per tallar qualsevol dibuix.
La capacitat del CorelDRAW per treballar amb diferents pàgines juntament amb diferents capes en el programa principal, el fa preferible a l'Adobe Illustrator. Els documents multi-pàgina són fàcilment creables i editables i el motor d'impressió de Corel permet crear llibrets i altres formats de manera que es puguin imprimir amb impressores senzilles. Una de les característiques útils per documents multi-pàgina és la capacitat de crear caixes de text enllaçades entre documents de les quals es pot modificar la mida i la posició mentre el text es reparteix automàticament entre les caixes. És especialment útil per a crear i editar butlletins multi-article. Altres elements més petits, com targetes de visita, invitacions, etc. es poden dissenyar per a la seva mida final a la pàgina i imposar-la a la mida del full de la impressora per a aprofitar impressions.
Els competidors principals del CorelDRAW són l'Adobe Illustrator i el Xara Xtreme. Tot i que tots són programes d'il·lustració vectorial, l'experiència de l'usuari és molt diferent per a cada un. Mentre aquests programes poden llegir els seus tipus de fitxers nadius i els dels altres, la conversió no sol ser perfecta. El CorelDraw pot obrir arxius PDF, Adobe PageMaker, Microsoft Publisher i Word. Altres programes poden imprimir documents a PDF amb el controlador d'impressora d'Adobe PDFWriter que després el CorelDraw pot obrir i per editar qualsevol aspecte del disseny i la disposició originals. El CorelDraw també pot obrir presentacions Powerpoint i altres formats de la suite Microsoft Office sense massa problemes.

## Suite gràfica CorelDRAW
Al llarg del temps, es van desenvolupar o comprar components addicionals que van ser integrats al CorelDraw. La llista d'eines incorporades sol variar entre una edició i la següent. Tanmateix, hi ha certs pilars que es mantenen en moltes versions: Power Trace (un conversor de mapes de bits a gràfics vectorials, Photo Paint (un editor de mapes de bits) i Capture (una utilitat de captura de pantalla).
La versió actual del CorelDraw, la X5, conté els següents programes:
- Bitstream Font Navigator
- CorelDraw: Programari d'edició de gràfics vectorials
- Corel PhotoPaint: Programari d'edició de mapes de bits
- Corel Capture: Permet diversos mètodes de captura de pantalla
- Corel Connect: Organitzador de continguts
- Corel PowerTrace: Converteix imatges de mapes de bits a gràfics vectorials (disponible dins el Corel Draw)
- SB Profiler

## Llegir / escriure entre les versions
```
CorelDRAW ...llegir fitxers ...escriure fitxers CorelDRAW va ser
versió desats en els en el format dissenyat per a
X formats 
natius
 
natiu
 de la l'ús amb
pot... de la versió X versió X Windows...
--------- --------------- --------------- --------------
1 1 1 2.1 (1.2 també per a Win3.0)
2 1,2 1,2 3.0
3 1,2,3 2,3 3.0, 3.1 (preferit)
4 1,2,3,4 3,4 3.1
5 1,2,3,4,5 3,4,5 3.1
6 3,4,5,6 5,6 95
7 3,4,5,6,7 5,6,7 95, NT4.0
8 3,4,5,6,7,8 6,7,8 95, NT4.0
9 3,4,5,6,7,8,9 5,6,7,8,9 95, 98, NT4.0
10 10 10 98, Me, NT4.0, 2000
11 11 11 98, Me, NT4.0, 2000, XP
12 12 12 2000, XP
13 X3 7 - X3 2000, 2003, XP, Vista (32 bits)
14 7 - X4 7 - X4 XP, Vista, 7 (32 o 64 bits)
15 7 - X5 7 - X5 XP, Vista, 7 (32 o 64 bits)
```